# 居酒屋での画家とその妻イサベラ・デ・ウォルフの肖像
『居酒屋での画家とその妻イサベラ・デ・ウォルフの肖像』（いざかやでのがかとそのつまイサベラ・デ・ウォルフのしょうぞう、独: Selbstbildnis des Künstlers mit seiner Frau Isabella de Wolff im Wirtshaus、英: Self-Portrait of the Artist with His Wife Isabella de Wolff in a Tavern）は、17世紀オランダ絵画黄金時代の画家ハブリエル・メツーが1661年にオーク板上に油彩で制作した風俗画である。画面左側中央に「G. Metsu 1661」という画家の署名と制作年が記されている。作品は、アウグスト2世 (ポーランド王) のためにヴァッケルバルト (Wackerbarth) により1723年以前に購入された。現在、ドレスデンのアルテ・マイスター絵画館に所蔵されている。

## 作品
この絵画は、メツーがアムステルダムに移住した4年後、彼が歴史画よりも落ち着きのある風俗画を主に描いていた時期に制作された。このころ、メツーは家庭的あるいは私的な状況を精緻に描くことに取り組んでいた。
着飾ったカップルが部屋の中で並んで座っている。場所は、多くの事物と黒板 (宿泊台帳) のところにいる女により居酒屋であるとわかる。男女は前面左からの見えない光源によって照らされている。男は笑い、腕を女の肩に回しており、彼女は彼にベリーを差し出している。男は右手でフルートグラスを掲げているが、女はややぎこちなく前をまっすぐに見ている。男女の横にあるテーブルには銀の水差し、干し魚、パンが載っている。背景は陰の中にあり、特定できるのは黒板の前の女、細い棚、吊り下げられている鳥かごだけである。部屋の右側に開口部があり、市場の店が建てられた中庭が見える。

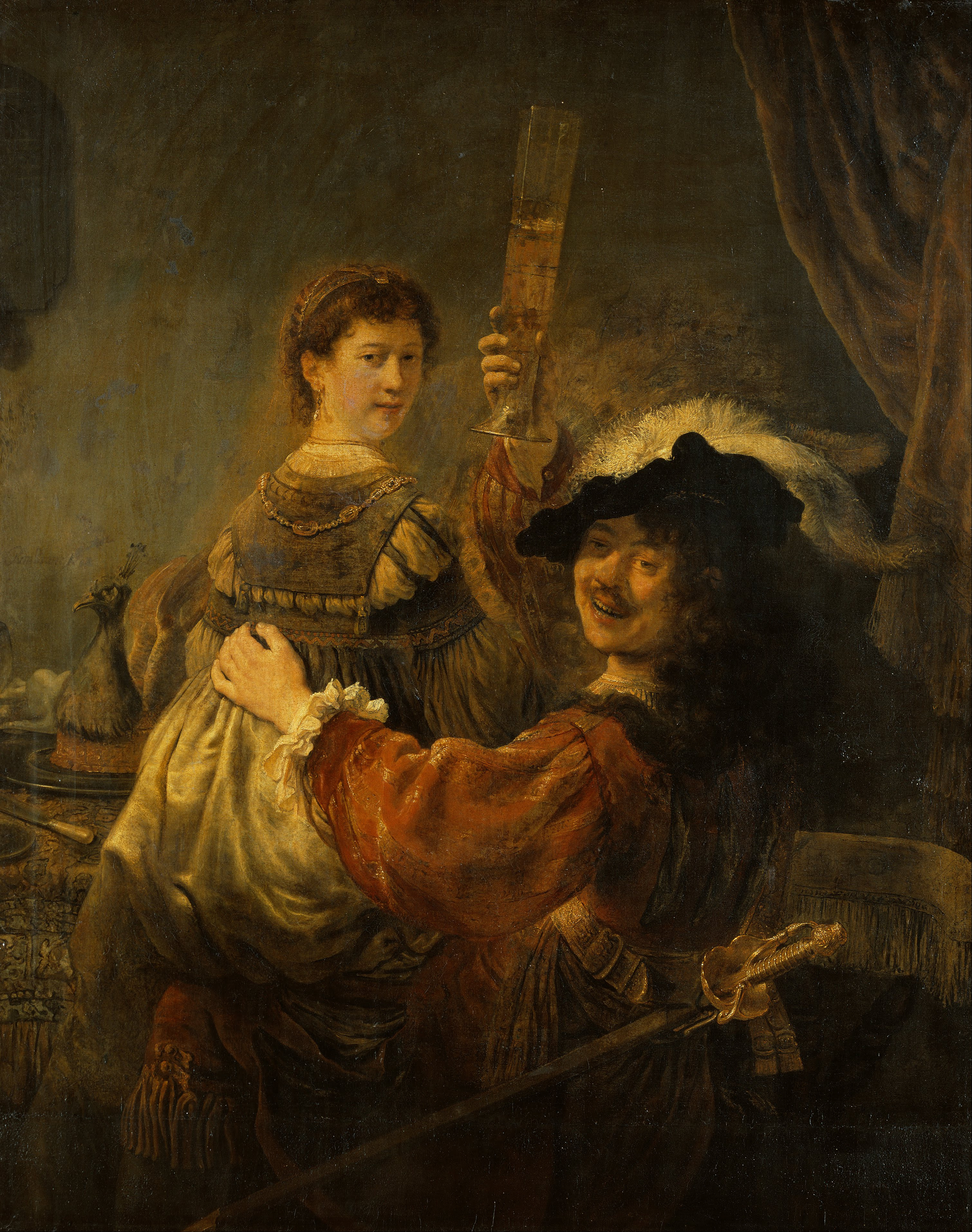
レンブラント 『売春宿の放蕩息子』(1637年ごろ)、アルテ・マイスター絵画館、ドレスデン

本作は長い間、単に『朝食をとる恋人たち』という題名で知られれていたが、描かれている男女は画家メツー自身とその妻イサベラであることが確認されている。2人は、本作の描かれる3年前の1658年に結婚していた。彼女は出身地エンクハウゼンの典型的な衣装を身に着けているものの、通常未婚の女性がしていた髪型で表されている。
絵画の図像は当時の教養ある鑑賞者にはよく知られたものであり、酒場の情景、パンと魚の静物、宴に興じる男女というモティーフは聖書に記述される放蕩息子のたとえ話を意味する。17世紀のオランダ絵画で非常に愛好され、一般的であったこの寓話は、罪と悪徳に対する訓戒であった。画家が放蕩息子に扮した姿で自身を描くことは珍しくなく、本作より20年以上前にレンブラントも『売春宿の放蕩息子』 (アルテ・マイスター絵画館、ドレスデン) 中に、メツーと同じようなポーズで自身を放蕩息子として妻サスキアとともに描いている。